# Черновский (Рязанская область)
Черновский — поселок в Касимовском районе Рязанской области. Входит в Елатомское городское поселение

## География
Находится в северо-восточной части Рязанской области на расстоянии приблизительно 28 км на восток-северо-восток по прямой от районного центра города Касимов у речки Деркус и озера Белое в правобережной части поймы Оки.

## История
В XIX веке местность, где расположен поселок, входила в состав незаселенных территорий Елатомского уезда Тамбовской губернии. Поселок был отмечен на карте 1986 года.

## Население
Численность населения: 14 человек в 2002 году (русские 100 %), 1 в 2010.